# Castell de Travadell
El castell de Travadell és un castell situat al terme municipal de Millena (el Comtat). A 2 km del nucli urbà, el castell s'ubica damunt d'un escarpat tossal a pocs metres de la serra d'Almudaina.

## Història
Malgrat que en el turó on s'assenta el castell s'han trobat restes de l'edat del bronze, les deixalles ceràmiques trobades donen un origen indiscutible musulmà, d'entre els segles XII i xiii. Les posteriors modificacions cristianes de la fortificació la dotaren de l'actual torre.
Les troballes d'època cristiana són nombroses, i això dona a pensar que l'ocupació entre els segles xiii i xiv fou intensa, encara que la manca de ceràmica blava i daurada de reflex metàl·lic denota un abandonament del lloc cap al segle xv.
Gràcies a la Llei 16/1985, de 25 de juny, del patrimoni històric espanyol, aquest castell, com tots els de l'Estat, independentment del seu estat de ruïna, passà a ser declarat bé d'interès cultural.

## Estat actual
El castell està compost d'un conjunt d'aljubs, paraments i tapials semiderruïts. L'edifici principal és una torre poligonal amb una superfície de 55 m, de la qual sols resta la paret nord-oest i part de la nord-est. Es pensa que la torre tenia dues alçades. Els murs estan bastits amb el paredat de maçoneria, amb una grossària de 0,6 m. Els elements, com grossàries variables d'alguns paraments, indiquen clares reformes d'època cristiana.
L'últim tapial que quedava en peu fou enderrocat pel temporal Gloria de l’any 2020.

## En la cultura popular
En la rondalla d'Enric Valor anomenada El Castell del Sol, aquest castell rep el nom de «fortalesa de Benillup», i és un espai fonamental en el desenvolupament de la història.